# Beeston (West Yorkshire)
Beeston – dzielnica miasta Leeds, w Anglii, w West Yorkshire, w dystrykcie metropolitalnym Leeds. W 2001 roku dzielnica liczyła 16 454 mieszkańców. Beeston jest wspomniana w Domesday Book (1086) jako Bestone.